# Walentyna Mazurek
Walentyna Mazurek – polska hipertensjolog, dr hab. nauk medycznych, profesor zwyczajny Katedry i Kliniki Kardiologii Wydziału Lekarskiego Kształcenia Podyplomowego Uniwersytetu Medycznego im. Piastów Śląskich we Wrocławiu.

## Życiorys
Uzyskała stopień doktora habilitowanego, a 28 października 1991 nadano jej tytuł profesora w zakresie nauk medycznych. Pracowała na stanowisku kierownika w Katedrze i Klinice Kardiologii na Wydziale Lekarskim Kształcenia Podyplomowego Akademii Medycznej im. Piastów Śląskich we Wrocławiu.
Pełniła funkcję profesora zwyczajnego Katedry i Kliniki Kardiologii Wydziału Lekarskiego Kształcenia Podyplomowego Uniwersytetu Medycznego im. Piastów Śląskich we Wrocławiu.

## Publikacje
- 2005: Digital processing of laser-induced fluorescence images - a novel approach to diagnosing atherosclerosis[1]
- 2005: Stan opieki kardiologicznej w Polsce. Podsumowanie raportów konsultantów wojewódzkich w dziedzinie kardiologii z 2005 r.[1]
- 2005: Synterz nanosfer krzemiomkowych i ich eksperymentalne podanie do krążenia wieńcowego pracującego serca szczurzego jako wstępny etap opracowania nośnika leków nowej generacji[1]
- 2007: Dławica Prinzmetala jako szczególna postać choroby wieńcowej[1]
- 2009: Usefulness of Apelin measurement in identification of subclinical LV dysfunction in essential hypertension[1]
- 2009: Electrocardiographic characteristics of atrioventricular block induced by tilt testing[1]